# Даніела Муніц
Даніела Муніц (англ. Daniela Munits; івр. דניאלה מוניץ нар. 6 грудня 2005) — ізраїльська гімнастка, що виступає в індивідуальній першості. Чемпіонка Європи, багаторазова призерка чемпіонатів Європи.

## Біографія
Має сестру-близнючку Мішель, яка теж займається художньою гімнастикою та є чемпіонкою Європи серед юніорів 2022 року у вправі з м'ячем.

## Результати на турнірах
| Рік                | Змагання         | Команда | АП |   |   |   |  |
| ------------------ | ---------------- | ------- | -- | - | - | - |  |
| Юніорські змагання |                  |         |    |   |   |   |  |
| 2022               | Чемпіонат Європи | 1       |    |   |   | 1 |  |
| Дорослі змагання   |                  |         |    |   |   |   |  |
| 2023               | Чемпіонат Європи | 3       | 15 |   |   | 8 |  |
| 2024               | Чемпіонат Європи | 3       | 5  | 6 | 3 | 1 |  |